# (400269) 2007 RE206
(400269) 2007 RE206 es un asteroide perteneciente al cinturón de asteroides, descubierto el 10 de agosto de 2007 por el equipo del Spacewatch desde el Observatorio Nacional de Kitt Peak, Arizona, Estados Unidos.

## Designación y nombre
Designado provisionalmente como 2007 RE206.

## Características orbitales
2007 RE206 está situado a una distancia media del Sol de 2,459 ua, pudiendo alejarse hasta 2,940 ua y acercarse hasta 1,977 ua. Su excentricidad es 0,195 y la inclinación orbital 1,125 grados. Emplea 1408,63 días en completar una órbita alrededor del Sol.

## Características físicas
La magnitud absoluta de 2007 RE206 es 17,8.